# خوان زامورا
خوان زامورا (بالإسبانية: Juan Antonio Zamora)‏ هو لاعب كرة قدم إسباني، ولد في 3 مايو 1983 في مرسية في إسبانيا. لعب مع ريال مدريد ج وريال مورسيا وريكرياتيفو ونادي بطليوس ونادي جيرونا ونادي سبتة ونادي كارتاخينا ونادي كاستييون.

## وصلات خارجية
- خوان زامورا على موقع قاعدة بيانات كرة القدم.إي يو (الإنجليزية)
- خوان زامورا على موقع Soccerway.com (الإنجليزية)
- خوان زامورا على موقع AS.com (الإسبانية)